# In primo piano
In primo piano è il secondo album in studio della cantante italiana Viola Valentino, pubblicato nel 1982 dalla Paradiso con distribuzione CGD.

## Descrizione
Il disco è stato pubblicato come 33 giri ed è stato prodotto da Giancarlo Lucariello, mentre gli arrangiamenti sono stati curati da Maurizio Fabrizio. Conteneva una selezione di lati A e lati B pubblicati nei primi anni di carriera della cantante, oltre a 2 inediti: il singolo Romantici, presentato al Festival di Sanremo 1982 e ‘’Radio’’. Il brano ‘’Segui Me’’ era stato proposto al Festivalbar dal suo autore Maurizio Fabrizio nel 1980 con identico arrangiamento.

## Tracce
Lato A
1. Romantici (testo: Guido Morra – musica: Maurizio Fabrizio)
2. Sera coi fiocchi (testo: Paolo Amerigo Cassella, Riccardo Fogli – musica: Maurizio Fabrizio)
3. Sei una bomba (testo: Guido Morra, Riccardo Fogli – musica: Renato Brioschi)
4. Sì mi va (testo: Guido Morra, Riccardo Fogli – musica: Popi)
5. Anche noi facciamo pace (testo: Guido Morra, Riccardo Fogli – musica: Maurizio Fabrizio)

Lato B
1. Radio (testo: Guido Morra, Riccardo Fogli – musica: Maurizio Fabrizio)
2. Giorno popolare (testo: Guido Morra – musica: Maurizio Fabrizio)
3. Comprami (testo: Cristiano Minellono – musica: Renato Brioschi)
4. Sono così (testo: Guido Morra, Riccardo Fogli – musica: Maurizio Fabrizio)
5. Segui me (testo: Guido Morra – musica: Maurizio Fabrizio)